# Aujols
Aujols település Franciaországban, Lot megyében. Lakosainak száma 376 fő (2022. január 1.). Aujols Arcambal, Cremps, Esclauzels, Flaujac-Poujols és Laburgade községekkel határos.

## Népesség
A település népességének változása:
| Lakosok száma | 166  | 192  | 197  | 262  | 342  | 359  | 364  | 370  | 370  | 376  |
|               | 1968 | 1982 | 1990 | 2006 | 2013 | 2015 | 2017 | 2019 | 2020 | 2022 |